# Batalla de Hyrba
La Batalla de Hyrba fue la primera batalla entre los persas y los medos . También fue la primera batalla después de que los persas se habían rebelado. Estas acciones se llevaron (en su mayor parte) por Ciro el Grande , ya que cambió los poderes del antiguo Oriente Medio . El éxito de la batalla condujo a la creación del primer imperio de Persia, y comenzó la larga década de conquista de casi todo el mundo conocido por Ciro. Aunque la única autoridad con un relato detallado de la batalla fue Nicolás de Damasco , otros historiadores conocidos como Heródoto , Ctesias , y Estrabón también mencionan la batalla en sus propias cuentas.
El resultado de la batalla fue tal un gran golpe para los medos, que Astiages decidió invadir personalmente Persia. La invasión precipitada llevaría finalmente a su caída. A su vez, los antiguos enemigos de los medos trataron de actuar contra ellos, sólo para ser detenidos por Ciro. Por lo tanto un período de reconciliación comenzó, lo que facilitó una estrecha relación entre los persas y los medos, y permitió a Ecbatana , la capital de Media, para pasar a los persas como una de las capitales de Persia en su imperio recién formado.

## Antecedentes
La batalla se produjo después de la rebelión persa , que se sabe que tuvo lugar en algún momento en el verano de 553 a. C. Con base en fuentes escasas de la batalla (que se cree que fue en Hyrba) han tenido lugar al menos medio año después de que la revuelta haya comenzado, probablemente, en el comienzo del invierno de 552 aC . Astiages , rey de los medos, que se cree que también era el abuelo de Ciro, se había convertido anteriormente por la petición de Ciro a abandonar su corte y visitar a sus padres de nuevo, como lo había hecho varias veces antes. A pesar de que la petición de Astiages no era inusual, Ciro había cometido el error de pedirle inmediatamente después de la revuelta que había sucedido, pero a través de la súplica del siervo Pérsico, Oebares , Astiages le permitió visitar a sus padres de nuevo. En la versión de Heródoto, en una de las primeras veces que Ciro había ido a ver a sus padres, el general medo Harpago , había enviado en secreto una carta de peluche en una liebre a Ciro para trazar una revuelta, Ciro pasó la carta a su padre. Esto coincide con la cuenta de Nicolás en la que dice que Cambises I ya había reunido muchas tropas antes que comenzara la batalla, y que más tarde envió un pequeño número de ayuda para Ciro . Ciro envió un mensaje a su padre diciendo: "... manda a la vez 1.000 jinetes y 5.000 infantes a la ciudad de Hyrba que yacía en el camino, y para armar al resto de los persas lo más rápido posible de tal manera que debe parecer que es por orden del rey. Su verdadera pretensión era que no se comunicaran con él. ". Esto también confirma la idea de que la batalla tuvo lugar meses, no días, después de la revuelta. Astiages toma la decisión de permitir que Ciro regresara a ver a sus padres es considerado por algunos como han cambiado la historia, permitiendo finalmente a la provincia de Persis convertirse en el Estado más poderoso del mundo antiguo .

## Batalla
"	Astiages aplica esta canción para sí mismo y Ciro, y en el acto envió 300 jinetes para traerlo de vuelta ; si no obedecería iban a cortarle la cabeza. Cuando los caballeros trajeron a Ciro los comandantes de Astiages, respondieron astutamente, tal vez en el consejo de Oebares: '¿Por qué no he de volver como mi señor me llama? Hoy vamos a festejar; Mañana por la mañana nos expondrá. Este se reunió con su aprobación. Después de la manera de los persas, Ciro hizo que busquen muchos bueyes y otros animales para matarlos en el sacrificio, festejó los jinetes, y los hizo entrar en estado de embriaguez; al mismo tiempo, envió un mensaje a su padre para enviar a la vez 1.000 soldados de caballería y 5.000 soldados de a pie a la ciudad de Hyrba que yacía en el camino, y para armar el resto de los persas lo antes posible de una manera tal que debe parecer que era hecho por orden del rey. Su verdadera pretensión era que no se comunicaran con él. En la noche, él y Oebares tomaron sus caballos, tal y como estaban,y se apresuraron a Hyrba, armaron a los habitantes, y sacaron a los que Atradates había enviado con el fin de la batalla. Cuando los caballeros de Astiages habían dormido fuera de su orgía en la mañana siguiente, y se encontraron con que Ciro había desaparecido, lo persiguieron y fueron a Hyrba. Aquí aparece primero su valentía, porque con sus persas mató a 250 caballeros de Astiages. El resto escapó, y llevó la noticia a Astiages.
En cuanto a los tipos de tropas, no se sabe si la infantería persa participó en la batalla. Es más probable que Ciro y la caballería se había escapado con los Medos desde que lucharon directamente con la caballería Meda que Astiages había enviado para traer la cabeza de Ciro . Ciro podría haber sabido que necesitaba todos sus hombres cuando se combate mejor la caballería de Astiages, para cuando había comenzado la batalla, Ciro con su voluntad y la superioridad numérica tenía la ventaja. ¿Qué Nicolas va tan lejos como para decir que Ciro primera gala de su valentía en esta batalla. Sin embargo, las tácticas de Ciro tuvieron éxito en el mantenimiento de la guerra. En Las Historias de Heródoto , se insinúa la primera batalla entre los persas y los medos, que Harpago habla con Ciro, y la mayor parte de los medos se unieron a Ciro o fueron asesinados, con una pequeña fuerza de escapar de nuevo a Media. Esto parece ir de acuerdo con el relato de la primera batalla Nicolaus.

## Consecuencias
"¡Ay de mí! ' -exclamó el rey golpeando su muslo, 'Que yo, sabiendo bien que no debemos hacer el bien al mal, he permitido llevar por discursos inteligentes, y se han levantado este Mardian ser un mal ejemplo para mí. Sin embargo, no sucederá. "
Mientras Cambises se reunió con su hijo y organizó los 350.000 hombres, Astiages reclutó a hombres armados menores y mayores de edad para luchar en las batallas, y de todas partes del imperio, por venir. Y con 1,205,000 hombres, Astiages marchó con sus tropas. La mayoría de los historiadores consideran este número fantástico, pero otros lo consideran como parte de las reservas. Esto se debe a que en las batallas por venir, no más de 200 mil hombres de cada lado sería realmente tomado para el campo. Cuando Astiages sabía que había subestimado a Ciro, que sabía poner una revuelta no fue suficiente, pero una invasión masiva tuvo que ser llevado a cabo, por lo que la invasión de Persia por Astiages, había comenzado.
- Datos: Q19845831